# Liste der Herrscher Montenegros
Die Liste umfasst die Herrscher Montenegros vom Mittelalter bis 1918:
Dynastie der Vojislavljević
Dynastie der Balšić
- Balša I. (Balscha) 1356–1362
- Stratimir 1362–1373
- Đurađ I. (Georg) 1362(1373)–1379
- Balša II. 1362(1379)–1385
- Đurađ II. 1385–1403
- Balša III. 1403–1421

- Stefan Lazarević, Fürst von Serbien (1389–1427)

Dynastie der Crnojević
- Đurađ 1421–1435
- Stefan I. 1435–1465
- Ivan I. 1465–1490
- Đurađ I. 1490–1496
- Stefan II. 1496–1498
- Ivan II. 1498–1515
- Đurađ II. 1515–1516

Fürstbischöfe
- Vavil (Vladika ab 1493) (1516–1520)
- German II. (1520–1530)
- Pavle (1530–1532)
- Vasilije I. (1532–1540)
- Nikodim (1540)
- Romil (1540–1559)
- Makarije (1560–1561)
- Ruvim I. (1561–1569)
- Pahomije II. Komanin (1569–1579)
- Gerasim (1575–1582)
- Venijamin (1582–1591)
- Nikanor (1591–1593)
- Stefan (1591–1593) (gemeinsam mit Nikanor)
- Ruvim II. Boljević-Njegos (1593–1636)
- Vakant (1636–1639)
- Mardarije I. Kornečanin (1639–1649)
- Visarion I. (1649–1659)
- Mardarije II. Kornečanin (1659–1673)
- Ruvim III. Boljević (1673–1685)
- Vasilije II. Velikrasić (1685)
- Visarion II. Bajica (1685–1692)
- Vakant (1692–1694)
- Sava I. Kaluđerović (1694–Juli 1696)

Dynastie der Petrović
- Danilo I. (1696 – † 1735)
- Sava II. (1735 – 1767, 1773 – † 1781) gemeinsam mit
- Vasilije III. Petrović (1750 – † 1766)
- (Šćepan Mali (Stefan der Kleine) (1767 – † 1773) kein Mitglied der Dynastie der Petrović!)
- Arsenije II. Plamenac (1781 – † 1784)
- Petar I. Petrović-Njegoš (1784 – † 1830)
- Petar II. Petrović-Njegoš (1830 – † 1851)
- Danilo II. Petrović-Njegoš (1852 – † 1860)
- Nikola Petrović Njegoš (1860 – 1910), Fürst und 1910 – 1918 König Montenegros